# Bory Tucholskie Nationalpark
Bory Tucholskie Nationalpark eller Tucholaskoven Nationalpark (polsk: Park Narodowy "Bory Tucholskie" ) er en nationalpark i Polen, oprettet den 1. juli 1996. Den dækker et areal på 46,13 km² med skove, søer, enge og tørvemoser. Parken ligger i den nordlige del af Polen i Chojnice County i Pommerske Voivodeship, i hjertet af Tucholaskoven, det største skovområde i Polen. Det er omgivet af et større beskyttet område kaldet Zaborski Landskabspark. Parken udgør kernen i biosfærereservatet Tucholaskoven Biosfærereservat, udpeget af UNESCO i 2010. Parken er også hjemsted for to Natura 2000-områder.

## Areal
Det første forslag foreskrev, at nationalparken skulle dække 130 kvadratkilometer, men efter drøftelser med lokale myndigheder blev det besluttet, at grænserne kun ville dække området for den såkaldte Struga Siedmiu Jezior (Syv søer-strømmen). Landet, der var inkorporeret i nationalparken, tilhørte staten og skove, enge og tørveoser havde været en del af den beskyttede skov Rytel, og søerne var blevet administreret af et statsagentur.

## Beskrivelse
Området i Tuchola-skoven blev formet af den skandinaviske gletsjer; det meste er dækket af sandede sletter med klitter og søer. Søerne er lange og smalle og skaber kanaler, hvoraf den længste er 17 km. Jorden i parken er af dårlig kvalitet.
Der er mere end 20 søer i parken, nogle af dem er uberørte med krystalklart vand (f.eks. Gacno Wielkie og Male, Nierybno, Gluche). Omkring 25 arter af fisk kan findes her såvel som europæiske bævere.
Nationalparken er et yndet sted for fugle - der er 144 arter, herunder traner og hornugler. Parkens symbol - tjuren - var indtil for nylig almindeligt i området, især i Klosnowos skovdistrikt. Nu planlægger nationalparkens myndigheder at genindføre denne fugl. En særlig vigtig del af faunaen er flagermus: flere arter trives i parken.

## Turisme
De vigtigste turistcentre i Tuchola-skoven ligger ved søerne Charzykowskie og Karsinskie. Brda-floden bruges til sejlads med kajak.
Charzykowy er berømt som fødestedet for den polske sejlsport. Søen Charzykowy byder på gode yachtforhold om sommeren og vinteren. Der er cykelstier, og skoven krydses af vandrestier - blandt dem Kaszubski-stien fra Chojnice til Wiela.